# Segrest

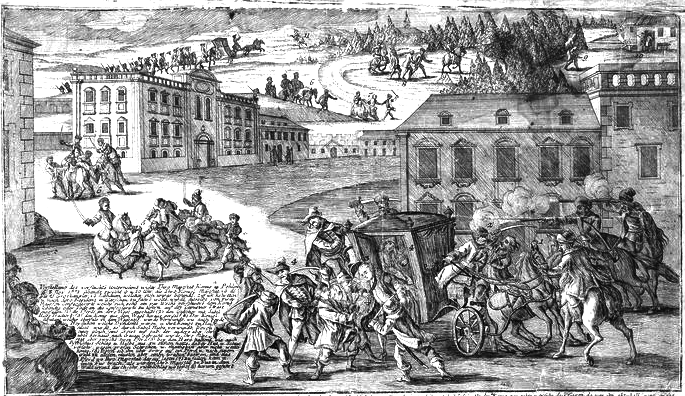
Il·lustració del segle XVIII representant el segrest d'Estanislau August Poniatowski el 1771.

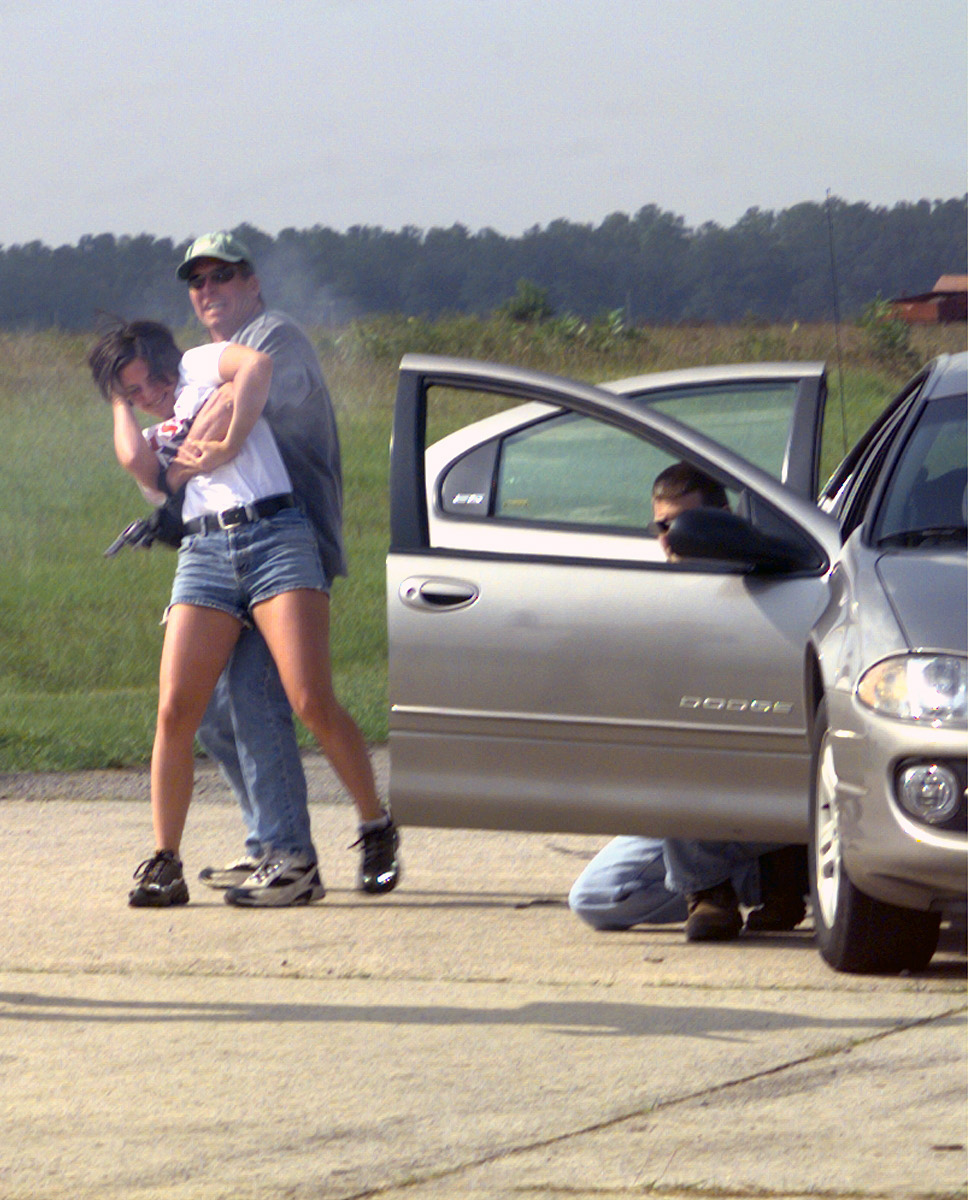
Exercici policial de simulació de segrest

Un segrest és l’acció de privar una persona o un bé de la seva llibertat o disponibilitat. Aquest terme pot referir-se a diversos conceptes, segons el context.
Un segrest pot ser un delicte consistent a privar una persona il·legalment de la seva llibertat, usualment en retenir-la a un espai per demanar una compensació o obtenir uns diners (rescat). En l'àmbit polític, el segrest pot prendre la forma de desviació forçosa del rumb d’un avió o una nau, amb l’objectiu, per exemple, de cridar l’atenció sobre causes polítiques o la discriminació d’un grup ètnic.
Un segrest també pot ser un sinònim de confiscació jurídica: quan un reu perd temporàniament o definitivament la lliure disposició de béns seus per què van ser adquirits per una acció criminal o que han de servir de garantia per als eventuals indemnitats a pagar a la fi del procés, quan hi ha un risc que el reu podria fer-se insolvent i doncs incapaç de pagar.

## Síndrome d'Estocolm
Una de les respostes psicològiques que poden derivar-se d'un segrest és l'anomenada síndrome d'Estocolm. Les persones amb síndrome d'Estocolm formen una connexió psicològica amb els seus captors i comencen a simpatitzar amb ells. El nom d'aquesta síndrome té origen en el robatori d'un banc al barri de Norrmalmstorg (Estocolm) el 1973. Alguns empleats del banc van ser segrestats durant uns dies; després de ser alliberats es van negar a testificar contra els lladres, i fins i tot van recaptar diners per a la seva defensa.